# Sexual Eruption
Sexual Eruption (Na versão censurada "Sensual Seduction"), é um single do rapper estadunidense Snoop Dogg para o seu nono álbum de estúdio Ego Trippin'. Na maior parte da musica Snoop Dogg usa o auxílio do Auto-Tune Foi produzida por Shawty Redd e Snoop Dogg.  

## Vídeo clipe
O vídeo da música recebeu o titulo de "Sensual Seduction" devido à censura, foi dirigido por Melina e Steven Johnson, e estreou no dia 28 de novembro de 2007 na MTV. Na versão censurada o vídeo apresenta estilo retro de Soul e Funk em homenagem a Zapp and Roger, grupo de Roger Troutman.

## Desempenho nas paradas
| Paradas (2008)                                     | Melhor Posição |
| -------------------------------------------------- | -------------- |
| O campo songid é OBRIGATÓRIO PARA PARADA ALEMÃ     | 15             |
| Austrália (ARIA)                                   | 5              |
| Áustria (Ö3 Austria Top 75)                        | 40             |
| Bélgica (Ultratop 50 de Flandres)                  | 30             |
| Bélgica (Ultratop 50 da Valônia)                   | 2              |
| Canadá (Canadian Hot 100)                          | 52             |
| Dinamarca (Hitlisten)                              | 11             |
| Eslováquia (Rádio Top 100)                         | 75             |
| Estados Unidos (Billboard Hot 100)                 | 7              |
| Estados Unidos (Billboard Dance Club Songs)        | 1              |
| Estados Unidos (Billboard Digital Song Sales)      | 13             |
| Estados Unidos (Billboard R&B/Hip-Hop Songs)       | 5              |
| Estados Unidos (Billboard Hot Rap Songs)           | 10             |
| Estados Unidos (Billboard Mainstream Top 40)       | 19             |
| Estados Unidos (Billboard Radio Songs)             | 5              |
| Estados Unidos (Billboard Hot RingMasters)         | 4              |
| Estados Unidos (Billboard Adult R&B Songs)         | 40             |
| Estados Unidos (Billboard Dance/Mix Show Airplay)  | 17             |
| Estados Unidos (Billboard Hot R&B/Hip-Hop Airplay) | 5              |
| Estados Unidos (Billboard Rhythmic)                | 3              |
| Finlândia (Suomen virallinen lista)                | 12             |
| Nova Zelândia (Recorded Music NZ)                  | 10             |
| Países Baixos (Single Top 100)                     | 21             |
| Reino Unido (Official Charts Company)              | 24             |
| ERRO: DEVE FORNECER ano PARA PARADA checa          | 14             |
| Suécia (Sverigetopplistan)                         | 55             |
| Suécia (Sverigetopplistan) featuring Robyn         | 4              |
| Suíça (Schweizer Hitparade)                        | 22             |
| Turquia (Türkiye Top 20 Chart)                     | 1              |

### Paradas de fim de ano
| Paradas (2008)                                     | Melhor posição |
| -------------------------------------------------- | -------------- |
| Estados Unidos (Billboard Hot 100)                 | 50             |
| Estados Unidos (Billboard Hot Dance Club Songs)    | 31             |
| Estados Unidos (Billboard Radio Songs)             | 25             |
| Estados Unidos (Billboard Hot R&B/Hip-Hop Airplay) | 24             |
| Estados Unidos (Billboard Hot RingMasters)         | 34             |